# Saint-Ferréol-des-Côtes
Saint-Ferréol-des-Côtes település Franciaországban, Puy-de-Dôme megyében. Lakosainak száma 549 fő (2022. január 1.). Saint-Ferréol-des-Côtes Ambert, Champétières, Marsac-en-Livradois és Le Monestier községekkel határos.

## Népesség
A település népessége az elmúlt években az alábbi módon változott:
| Lakosok száma | 537  | 544  | 560  | 544  | 546  | 547  | 549  | 548  | 549  |
|               | 2013 | 2015 | 2016 | 2017 | 2018 | 2019 | 2020 | 2021 | 2022 |